# Jeepers Creepers – Es ist angerichtet
Jeepers Creepers – Es ist angerichtet (Originaltitel: Jeepers Creepers) ist ein US-amerikanischer Horrorfilm aus dem Jahr 2001. Das Drehbuch schrieb Victor Salva, der ebenfalls Regie führte. Francis Ford Coppolas American Zoetrope produzierte den Horrorfilm zusammen mit dem Filmfonds Cinerenta für United Artists. 2003 kam die Fortsetzung Jeepers Creepers 2 in die Kinos. Ende 2017 kam dann der dritte Teil Jeepers Creepers 3 in die Kinos bzw. am 23. März 2018 z. B. in Deutschland als Direct-to-Video. Im Jahr 2022 erschien der vierte Teil der Serie Jeepers Creepers: Reborn. Der Film basiert lose auf der Legende des Mothman aus Point Pleasant. Ebenfalls wurde der Film durch die  Legende des Spring Heeled Jack inspiriert.

## Handlung
Die Geschwister Trish und Darry fahren in den Ferien vom College nach Hause. Während sie gemächlich über eine Landstraße fahren und sich unterhalten, ist im Radio das Lied „Jeepers Creepers“ zu hören. Sie werden von einem Unbekannten in einem alten Laster eingeholt, der dicht auffährt, hupt und sie gefährlich überholt. Später sehen sie beim Vorbeifahren an einer alten Kapelle den Fahrer etwas in ein Loch werfen, das einem menschlichen Körper ähnelt.
Sie beobachten den Unbekannten, doch als er dies bemerkt, läuft er zu seinem alten Laster, verfolgt sie und drängt sie von der Straße ab. Darry besteht darauf, umzukehren, um das Loch an der Kapelle zu untersuchen. In dem Gewölbe, das die beiden entdecken, sind überall verstümmelte und konservierte Leichen wie Kunstwerke an Wänden und Decke befestigt. Die Geschwister suchen das Weite.
Auf ihrer Flucht kommen sie an eine Raststätte und wollen von dort aus die Polizei rufen. Doch dann klingelt das Wandtelefon in der Raststätte. Eine Frau redet zunächst wirres Zeug von Katzen und spielt ihnen dann das Lied „Jeepers Creepers“ vor. Sie sagt Darry, dass er um sein Leben rennen müsse, sollte er jemals dieses Lied hören. Darry nimmt sie nicht ernst und legt auf. Als die Polizei eintrifft, stellen Darry und Trish fest, dass der Unbekannte ihr Auto durchsucht hat. Sie fahren weiter und hören im Radio abermals das Lied „Jeepers Creepers“. Plötzlich steht der Unbekannte auf dem Dach des hinter ihnen fahrenden Polizeiwagens und tötet die Polizisten. Als der Kopf des männlichen Polizeibeamten auf die Windschutzscheibe der Geschwister knallt, halten sie in einer Vollbremsung an. Sie beobachten den Unbekannten, wie er, die Melodie von „Jeepers Creepers“ pfeifend, aus dem Polizeiwagen steigt und den Kopf des männlichen Polizisten aufhebt, um dessen Zunge herauszubeißen. Die Geschwister fliehen voller Angst und gelangen auf der Suche nach Hilfe zu einem Haus, in dem eine Frau mit vielen Katzen lebt. Doch der Unbekannte ist den beiden gefolgt. Die alte Frau schießt mehrmals mit ihrer Schrotflinte auf ihn, kann ihm damit jedoch nichts anhaben und wird von ihm getötet. Wieder auf der Flucht überfährt Trish den Unbekannten mehrere Male, um sicherzustellen, dass sie ihm endgültig den Garaus gemacht hat. Während er am Boden liegt, schnellt ein Flügel aus seinem Rücken heraus und er versucht wegzufliegen, was ihm aber nicht gelingt. Trish und Darry lassen ihn dort liegen.
Endlich gelingt es den Geschwistern, in ein Polizeirevier zu flüchten. Dort taucht die Frau auf, die mit den Geschwistern telefoniert hatte. Von ihr erfahren sie, dass sie Jezelle Hartman heiße und Träume habe, in denen sie die Zukunft sehe. Der Fahrer sei ein „Creeper“, der jeden 23. Frühling aufersteht, um 23 Tage lang Jagd auf Menschen zu machen, von deren Körperteilen er sich ernährt, welche dann zu einem Teil von ihm werden. Er mache Jagd auf die Geschwister, weil sie etwas an sich hätten, das er anscheinend gerne haben möchte. Indem er jemandem Angst einjagt, könne er „erriechen“, welcher Teil an einem Menschen seinen Ansprüchen gerecht wird. Außerdem erwähnt sie, dass es keinen Ausweg mehr gebe, sobald das Lied „Jeepers Creepers“ z. B. im Radio zu hören sei.
Der totgeglaubte Creeper dringt kurz darauf in das Polizeirevier ein. Ein Polizist überrascht ihn, als er Gefangene auffrisst und sich dadurch regeneriert. Die Polizisten greifen ihn an, doch sie müssen feststellen, dass der Creeper selbst durch Kugeln nicht zu töten ist. Die Wahrsagerin nennt als Grund dafür, er habe so viele Herzen verschlungen, dass sein eigenes niemals aufhören könne zu schlagen. Kurz danach greift der Creeper die Wahrsagerin an, lässt sie jedoch am Leben, weil sie anscheinend nichts hat, das er fressen will. Der Creeper schnappt sich Darry, woraufhin Trish ihn bittet, er solle sie statt ihren Bruder nehmen. Das Wesen scheint zu überlegen, doch dann kann Trish nur hilflos zusehen, wie es mit seiner männlichen Beute durch ein Fenster in die Nacht verschwindet.
Schließlich sitzt der Creeper in einer verlassenen Fabrik an einem Tisch und macht sich an etwas zu schaffen, während im Hintergrund aus einem Grammophon das Lied „Jeepers Creepers“ läuft. Dann offenbart sich die „Arbeit“ des Creepers: Er hat Darry gehäutet und aufgehängt. Sich selbst hat er Darrys Augäpfel eingesetzt und blickt damit durch die leeren Augenhöhlen von Darrys Hülle.

## Kritiken
„Wer eine plausible Story braucht, um sich fürchten zu können, und Special Effects für Stimmungstöter hält, sollte das Kino vorzeitig verlassen. Denn der mörderische ‚Creeper‘ ist kein Mensch! Und von dem Moment an, in dem das offenbar wird, verwandelt sich der Thriller in ein überlebensgroßes Horrormärchen.“

„Auf der Welle der Teen-Horrorfilme surfender Film, der in der ersten Hälfte durch spannungssteigernde Langsamkeit überzeugt, Splatter-Effekte nur sparsam einsetzt und sich an den Horrorfilmen der 1970er- und 1980er-Jahre orientiert, sich dann aber in den Klischees des Genres verliert.“

Der Schriftsteller Stephen King schrieb über Victor Salva, er sei „ein beunruhigend unberechenbarer Regisseur mit einer beunruhigen unberechenbaren Vergangenheit – zu der auch eine Verurteilung wegen sexuellen Missbrauchs eines Kindes gehört.“ Zu dem Film schrieb er, es sei „ein streng fokussierte[r] Film über einen Bruder und eine Schwester, die einem übersinnlichen Serienmörder […] über den Weg laufen.“ Er sei „unbarmherzig schreckeinflössend und spielt mit unserer Platzangst.“

## Auszeichnungen
Der Film wurde u. a. für den Saturn Award und den International Horror Guild Award nominiert. Er gewann den Crystal Reel Award.

## Drehorte
Jeepers Creepers wurde an folgenden Orten in Florida gedreht:
- Bushnell
- Dunnellon
- Lake County
- Marion County
- Ocala
- Sumter County
- Wildwood